# Jakub Podaný
Jakub Podaný (Přerov, 15 giugno 1987) è un ex calciatore ceco, di ruolo centrocampista.

## Carriera

### Club
Terzino o esterno sinistro, ha giocato per anni nelle giovanili dello Sparta Praga, arrivando in prima squadra solo nel 2010, dopo aver avuto brevi esperienze con le casacche del Bohemians Praga e del Senica, in Slovacchia. Tra il 2012 e il 2014 è ceduto in prestito a Olomouc, Teplice e ai greci del Kalloni, militanti nella massima serie greca. A fine stagione, decide di provare l'avventura nel neonato campionato indiano tra le file dell'Atlético de Kolkata.

## Palmarès

### Club
- Indian Super League: 1

Atlético de Kolkata: 2014